# Eugène Train
Pour les articles homonymes, voir Train.
Eugène Train (né le 25 mai 1832 à Toul et décédé le 20 septembre 1903 à Annecy) est un professeur d'architecture français.

## Biographie
Neveu de Victor Baltard, il est élève aux Beaux-Arts, il obtient le second grand Prix de Rome en 1858.
Il devient architecte de la ville de Paris. Outre le lycée Chaptal, on lui doit notamment le lycée Voltaire, plusieurs écoles parisiennes, ainsi que les autels des églises Saint-Augustin, la Madeleine, Passy, Saint-Philippe-du-Roule, Saint-Honoré. Il est nommé professeur aux Beaux-Arts. Il est enterré au cimetière de Sceaux, dans les Hauts-de-Seine.
Son maître fut Charles-Auguste Questel[réf. nécessaire]. Charles Genuys et Armand Sibien comptent parmi ses élèves.